# Line Røddik
Line Røddik Hansen (Copenhague, Dinamarca; 31 de enero de 1988) es una exfutbolista danesa. Jugaba como defensa y su último club fue el FC Nordsjælland de la Elitedivisionen de Dinamarca, donde se retiró en 2020. En sus 11 años con la selección de Dinamarca logró acumular más de 130 partidos, desde su debut internacional en 2006 hasta su último partido en 2017.

## Clubes
| Club              | País      | Año         |
| ----------------- | --------- | ----------- |
| Brøndby IF        | Dinamarca | 2007 - 2009 |
| Tyresö FF         | Suecia    | 2010 - 2014 |
| FC Rosengård      | Suecia    | 2014 - 2015 |
| Olympique de Lyon | Francia   | 2016        |
| FC Barcelona      | España    | 2016 - 2018 |
| Ajax              | Holanda   | 2018 - 2019 |
| FC Nordsjælland   | Dinamarca | 2019 - 2020 |

## Palmarés

### Campeonatos nacionales
| Título          | Club              | País      | Año     |
| --------------- | ----------------- | --------- | ------- |
| Elitedivisionen | Tyresö FF         | Dinamarca | 2008    |
| Damallsvenskan  | Tyresö FF         | Suecia    | 2012    |
| Damallsvenskan  | F.C. Rosengård    | Suecia    | 2015    |
| Division 1      | Olympique de Lyon | Francia   | 2015-16 |
| Copa de Francia | Olympique de Lyon | Francia   | 2015-16 |

### Campeonatos internacionales
| Título            | Equipo            | Sede   | Año     |
| ----------------- | ----------------- | ------ | ------- |
| Liga de Campeones | Olympique de Lyon | Italia | 2015-16 |